# Тентен в Страната на съветите
„Тентен в Страната на съветите“ (на френски: Tintin au pays des Soviets) е първата част на „Приключенията на Тентен“, поредицата комикси на белгийския художник Ерже.
Комиксът е поръчан от белгийския консервативен вестник „Вентием Сиекъл“ като антикомунистически пропаганден материал за седмичната му детска притурка „Пти Вентием“, в която е публикуван на части от януари 1929 до май 1930 година. В него се разказва за младия белгийски репортер Тентен и неговото куче Милу, които са изпратени в Съветския съюз. Намерението на Тентен да покаже на публиката тайните на режима става причина тайната полиция да го преследва, опитвайки се да го убие.
С помощта на ефективна рекламна кампания, „Тентен в Страната на съветите“ има голям търговски успех и е издаден в самостоятелна книга малко след края на публикуването във вестника. Той е последван от продължението „Тентен в Конго“ и още 22 части, като поредицата се превръща в един от определящите елементи на френско-белгийската традиция в комиксите.
|  | Тази страница частично или изцяло представлява превод на страницата Tintin in the Land of the Soviets в Уикипедия на английски. Оригиналният текст, както и този превод, са защитени от Лиценза „Криейтив Комънс – Признание – Споделяне на споделеното“, а за съдържание, създадено преди юни 2009 година – от Лиценза за свободна документация на ГНУ. Прегледайте историята на редакциите на оригиналната страница, както и на преводната страница, за да видите списъка на съавторите. ВАЖНО: Този шаблон се отнася единствено до авторските права върху съдържанието на статията. Добавянето му не отменя изискването да се посочват конкретни източници на твърденията, които да бъдат благонадеждни. |